# Linothele aequatorialis
Linothele aequatorialis är en spindelart som först beskrevs av Anton Ausserer 1871.  Linothele aequatorialis ingår i släktet Linothele och familjen Dipluridae. Inga underarter finns listade i Catalogue of Life.